# Fort Albany Airport
Fort Albany Airport är en flygplats i Kanada.   Den ligger i provinsen Ontario, i den östra delen av landet, 900 km nordväst om huvudstaden Ottawa. Fort Albany Airport ligger 11 meter över havet.
Terrängen runt Fort Albany Airport är mycket platt. Trakten runt Fort Albany Airport är nära nog obefolkad, med mindre än två invånare per kvadratkilometer.. Närmaste större samhälle är Fort Albany, 2,1 km öster om Fort Albany Airport. 
Trakten runt Fort Albany Airport består huvudsakligen av våtmarker.